# PROFINET
PROFINET (Process Field Network) és un estàndard de xarxa per a l'Automatització Industrial basat en Ethernet obert i no propietari per a l'automatització. N'hi ha dues versions.
- PROFINET és l'estàndard industrial obert Ethernet de PROFIBUS&PROFINET internacional (pi) per l'automatització. PROFINET utilitza el TCP/IP i LO els estàndards, és Ethernet en temps real, i permet la protecció de la inversió amb la integració dels sistemes del fieldbus.
- ProFiNet IO (Input Output): Es va desenvolupar en temps real (RT) i en temps real isòcron (IRT) de comunicació amb la perifèria descentralitzada. Les denominacions RT i IRT es limiten a descriure les propietats en temps per la comunicació en ProFiNet IO.

El concepte de PROFINET ofereix una estructura modular de mode que els usuaris puguin seleccionar la connexió en cascada ells mateixos. Es diferencien essencialment degut al tipus d'intercanvi de dades per satisfer els requisits, en part molt alts de la velocitat.
Amb PROFINET és possible una comunicació sense discontinuïtats des del nivell de gestió fins al nivell de camp. D'altra banda, compleix les grans exigències imposades per la indústria, p. ex. sistema de cablejat i connexionat apte per ambient industrial, temps real, control de moviment en mode isòcron, enginyeria no propietària, etc. PROFINET es va desenvolupar amb l'objectiu d'afavorir un procés de convergència entre l'automatització industrial i la plataforma de tecnologia de la informació de gestió corporativa i xarxes globals de les empreses. S'aplica als sistemes d'automatització distribuïda basats en Ethernet que integren els sistemes de bus de camp existents, per exemple PROFIBUS, però sense modificar-los.

## Tecnologies
- TCP/IP s'utilitza a ProFiNet CBA.
- RT (Temps real) s'utilitza a ProFiNet CBA i ProFiNet IO.
- IRT (Temp Real Isòcron) s'utilitza a ProFiNet IO.

Amb el TCP/IP s'utilitza també el protocol de manteniment SNMP, el de transferència d'arxius FTP, i els protocols del web HTTP, de correu SMTP i la tecnologia XML.

## Perfils
Els perfils són configuracions predefinides de les funcions i característiques disponibles de Profinet per al seu ús en dispositius o aplicacions específiques. S'especifiquen els grups de treball PI i publicat pel PI. Els perfils són importants per a l'obertura, la interoperabilitat i la capacitat d'intercanvi, de manera que l'usuari final pot estar segur que equips similars de diferents fabricants realitzar d'una manera estandarditzada. L'usuari elecció fomenta la competència que impulsa els venedors cap a un major rendiment i menors costos.
Hi ha perfils Profinet per als codificadors, per exemple. Altres perfils s'han especificat per a control de moviment (PROFIdrive) i Funcional de seguretat (PROFIsafe). Un perfil especial per als trens també existeix.
Un perfil important és PROFIenergy. Això va ser demanat el 2009 pel grup d'AIDA de fabricants d'automòbils alemanys (Audi, BMW, Mercedes, Porsche i VW), que volen tenir una forma normalitzada de la gestió activa d'ús de l'energia en les seves plantes. Dispositius d'alta energia i els subsistemes tals com robots, làsers i fins i tot línies de pintura són l'objectiu d'aquest perfil, que ajudarà a reduir els costos d'una planta d'energia de forma intel·ligent de commutació dels dispositius per tenir en compte les interrupcions de producció, tant previstos (per exemple, els caps de setmana i les paralitzacions) i imprevistos (avaries, per exemple).
PROFIenergy és aplicable a tota la indústria i inclou els serveis de vigilància que pot conduir a la gestió en temps real de la demanda d'energia

## Model de components PROFINET (PROFINET CBA)
Un sistema PROFINET CBA es compon dels components d'automatització. Un dels components abasta tots els mecànics, elèctrics i de TI variables. El component pot ser generat mitjançant les eines de programació estàndard. Un component es descriu mitjançant un arxiu de PROFINET Component Descripció (PAD) en XML. Una eina de planificació de càrregues d'aquestes descripcions i permet les interconnexions lògiques entre els components individuals a generar l'aplicació d'una planta.
Aquest model s'inspira en gran manera per la norma IEC 61.499.
La idea bàsica d'aquesta anàlisi és que un sistema d'automatització de tot en molts casos pot ser dividit en subsistemes que operen de manera autònoma, de manera que l'organització amb molta claredat. El disseny i les funcions que realment pot acabar en idèntics o lleugerament modificats en forma de diversos sistemes. Aquests components PROFINET són generalment controlats per nombre manejable de senyals d'entrada. Dins del component, un programa de control escrit per l'usuari executa la funció requerida en els components i passa els senyals de sortida corresponents a un altre controlador. L'enginyeria que està associat amb el fabricant és neutre. La comunicació d'un component d'un sistema basat està configurat, en lloc de ser programats. La comunicació amb PROFINET CBA (sense temps real) és adequat per als temps de cicle de bus de aprox. 50 ... 100 ms. El funcionament paral·lel de canal RT permet als cicles de dades similars a PROFINET IO (a uns pocs mil·lisegons).

## PROFINET i els perifèrics (PROFINET IO)
Interfície dels perifèrics és executat per PROFINET IO. Es defineix l'àmbit de la comunicació amb els dispositius perifèrics connectats. La seva base és un concepte en cascada en temps real. PROFINET IO defineix l'intercanvi de dades entre els controladors de tot (dispositius amb la "funcionalitat master") i els dispositius (dispositius amb "Slave"), així com l'establiment de paràmetres i el diagnòstic. PROFINET IO està dissenyat per a l'intercanvi ràpid de dades entre els dispositius basats en Ethernet de camp i segueix el model de proveïdor dels consumidors. Els dispositius de camp en una línia PROFIBUS subordinat pot ser integrat en el sistema d'IO PROFINET sense cap esforç i sense problemes a través d'un IO-proxy (representant d'un sistema de bus subordinat). Un desenvolupador de dispositius pot aplicar PROFINET IO amb qualsevol controlador Ethernet disponible comercialment. És molt apropiat per a l'intercanvi de dades amb temps de cicle d'un autobús, uns pocs mil·lisegons. La configuració d'un sistema d'IO-s'ha mantingut gairebé idèntic a la "mirada i sensació" de PROFIBUS. PROFINET IO sempre conté el concepte de temps real.
Un sistema PROFINET IO es compon dels següents dispositius:
El controlador IO, que controla la tasca d'automatització.
El dispositiu d'E / S, que és un dispositiu de camp, supervisades i controlades per un controlador IO. Un dispositiu d'E / S pot consistir en diversos mòduls i submòduls.
El supervisor d'E / S és un programari que normalment es basa en un PC per establir els paràmetres i el diagnòstic de cada IO Analog.
Una relació d'aplicacions (AR) s'estableix entre un controlador d'E / S i un dispositiu d'IO. Aquests ARS s'utilitzen per definir les relacions de comunicació (CR) amb característiques diferents per a la transferència dels paràmetres, l'intercanvi cíclic de dades i el maneig de les alarmes.
Les característiques d'un dispositiu d'E / S són descrits pel fabricant del dispositiu en una descripció de l'estació General (GSD) d'arxiu. El llenguatge utilitzat per a aquest propòsit és la GSDML (GSD Markup Language) - un llenguatge basat en XML. El fitxer GSD proporciona el programari de supervisió amb una base per a la planificació de la configuració d'un sistema de PROFINET IO.

## PROFINET i el temps real
A PROFINET IO, les dades del procés i les alarmes són sempre transmeses en temps real (RT). En temps real en PROFINET es basa en la definició de l'IEEE i IEC, que permeten només per un temps limitat l'execució de serveis en temps real dins d'un cicle de bus. La comunicació en RT representa la base par a l'intercanvi de dades per PROFINET IO. A temps real, les dades sóm tractades amb més prioritat que TCP (UDP) / dades IP. RT proporciona la base per a la comunicació en temps real a la zona de la perifèria de distribució i per al model de components PROFINET (PROFINET CBA). Aquest tipus d'intercanvi de dades permet als temps de cicle de bus quedar compresos en un rang de tan sols uns pocs centenars de microsegons.

## PROFINET i la comunicació isòcrona
La comunicació a temps real assistida pel hardware, coneguda com a "Isochronous Real-Time (IRT)", està disponible per aplicacions especialment exigents, com és el cas del control de moviment, i per aplicacions d'alt rendiment en automatització manufacturera. L'intercanvi de dades isòcron amb Profinet es defineix en el temps real isòcron (IRT) concepte. Dispositius de camp Profinet IO amb funcionalitat IRT tenen ports de commutació integrats en el dispositiu de camp. Pot basar-se, per exemple, en els controladors d'Ethernet ERTEC 400/200. Els cicles d'intercanvi de dades solen estar en el rang d'uns pocs centenars de microsegons fins a uns pocs mil·lisegons. La diferència amb la comunicació en temps real és, essencialment, l'alt grau de determinisme, de manera que l'inici d'un cicle de bus es manté amb alta precisió. El començament d'un cicle de bus es pot desviar fins a 1 ms (jitter). És per això que els cicles es divideixen en una part determinista i una altra oberta (els telegrames IRT cíclics es transmeten pel canal determinista i els telègrams RT i TCP/IP, pel canal obert).

## Avantatges del PROFINET
Degut al desenvolupament posterior continu de PROFINET, usuaris es proporcionen una perspectiva a llarg termini per a la posada en pràctica de les seves tasques de l'automatització. Per al sistema o pels enginyers, l'ús de PROFINET redueix al mínim els costos per a la instal·lació, l'enginyeria i l'arrancada. L'operador del sistema es beneficia de l'expansibilitat simple del sistema i de l'alt grau de disponibilitat de subsistemes autònoms de funcionament. Un altre avantatge que comporta l'automatització basada en Profinet, principalment, és integrar tota la tecnologia d'Ethernet ja coneguda pel mitjà industrial, però aplicada a control: arquitectures de xarxes versàtils amb l'ús de switches, diagnòstic i monitoratge per mitjà de protocols estàndards com SNMP, integració directa al món informàtic i, molt important, l'ús de la tecnologia sense fils de manera aprovada i segura per a allò que és control crític.